# スリー☆禁断のラヴ・エクスタシー
「スリー☆禁断のラヴ・エクスタシー」（原題：3）は、アメリカ合衆国のポップ歌手ブリトニー・スピアーズの楽曲。ジャイヴ・レコードから2009年9月29日にアルバム『コンプリート・ヒット・シングルズ』からリードシングルとして発売された。ブリトニーがライブツアーのスウェーデン公演中にマックス・マーティンとシェルバックによってプロデュースされた。「スリー」は重いベースラインを特徴として、エレクトロポップとレイヴの影響があるアップテンポ・ダンスソングである。
「スリー☆禁断のラヴ・エクスタシー」は批評家からポジティブな評価を受けた。米国ではBillboard Hot 100で初登場1位を記録。そして多くのチャート記録を破った。カナダのHot100でも1位になり、オーストラリア、フランス、フィンランド、ノルウェーとスウェーデンでトップ10位以内に入った。

## 背景
「スリー☆禁断のラヴ・エクスタシー」はスウェーデンのソングライターで製作者のマックス・マーティンがプロデュースした。同氏はブリトニーの初期のヒット作もいくつか手がけている。歌はブリトニーがThe Circus Starring: Britney Spearsのヨーロッパ公演でストックホルムにいる間、2009年7月に録音された。

## 楽曲と歌詞
元々は、レディー・ガガらが歌ったテレフォンを収録する予定だったがブリトニー版を収録する前に発売されてしまった為、急遽変更になった。「スリー☆禁断のラヴ・エクスタシー」はアップテンポ・エレクトロポップソングである。ミディアム8の間、歌はシンセチック・ストリングスで失速する。そしてベースを打つ、そして、セクションは「four-on-the-floor」に類似したビートで終わる。歌詞は3Pセックスについて述べている。「イフ・ユー・シーク・エイミー」と違ってダブル・ミーニングがなく、より直接的である。「Merrier the more, triple fun that way」という暗示するような歌詞はプリンスの「ダーティ・マインド」に匹敵する。第2のコーラスの部分ではフォークグループのピーター・ポール&マリーに言及している。

## 重要な反応
「スリー」は音楽評論家から肯定的な評価を受けた。歌は速く「イフ・ユー・シーク・エイミー」との比較を引き出した。ビルボードは「イフ・ユー・シーク・エイミー」はダブル・ミーニングを意味していた、ところが、「スリー」は「スピアーズが現在までで最も魅力的で活気のある歌詞を届けてくれた」と評した。デジタル・スパイ（歌を最も早い時期に批評した）は「アップテンポ、非常にエレクトロポピーな誌、少しレイヴなコーラス」と評した。『ローリング・ストーン』は歌に4つの星を与えて、“インスタント・ブリトニー・クラシカル”と呼んだ 。そのアップテンポのメロディーと活気ある歌詞を称賛して、フロー・ライダーの最近の仕事ぶりと比較した。『エンターテイメント・ウィークリー』は「フェムボット・ボイス、ほとんど発作を誘発しているダンスフロア・フレンジー」と評した。About.comのビル・ラムは歌が論争の的であるが、「たまらないほど人を引き付けるポップ・コンフェクション」と評して、コーラスのミディアム・セクションを絶賛して“古典的なブリトニー”と呼んだ。歌はマドンナの「セレブレイション」とも比較された。

## チャート・パフォーマンス
アメリカ合衆国で「スリー」は、2009年10月24日付けのBillboard Hot 100で1位でデビューした。そして、多くのチャート記録を破った。シングル曲での初登場1位はテイラー・ヒックスの「Do I Make You Proud」以来3年ぶりである。1位でデビューすることはチャート史で16回目である。「スリー」はチャートでこれまで1位になった曲の中で最もタイトルが短い。

## ミュージック・ビデオ
ミュージック・ビデオはカリフォルニア州ロサンゼルスで2009年10月5日、6日に撮影された。監督はダイアン・マーテルが務め、振付はトーン&リッチが担当した。2009年10月15日にビデオのイメージがこっそり発表された。

## トラック・リスト
- デジタル・ダウンロード[13]
  1. "スリー" — 3:33
- ラジオ・プロモ[14]
  1. "スリー" — 3:33
  2. "スリー" (インストルメンタル) — 3:33
  3. "スリー" (アカペラ) - 3:33
- ドイツ シングル[15]
  1. "スリー" — 3:33
  2. "スリー" (インストルメンタル) — 3:33
- アメリカ CDシングル[16]
  1. "スリー" — 3:33
  2. "3" (グルーヴ・ポリス クラブ・ミックス)

## 制作
- ヴォーカル：ブリトニー・スピアーズ
- 制作者：マックス・マーティン、シェルバック、ティファニー・アンバー
- プロデューサー：マックス・マーティン、シェルバック